# Rheinufertunnel (Köln)

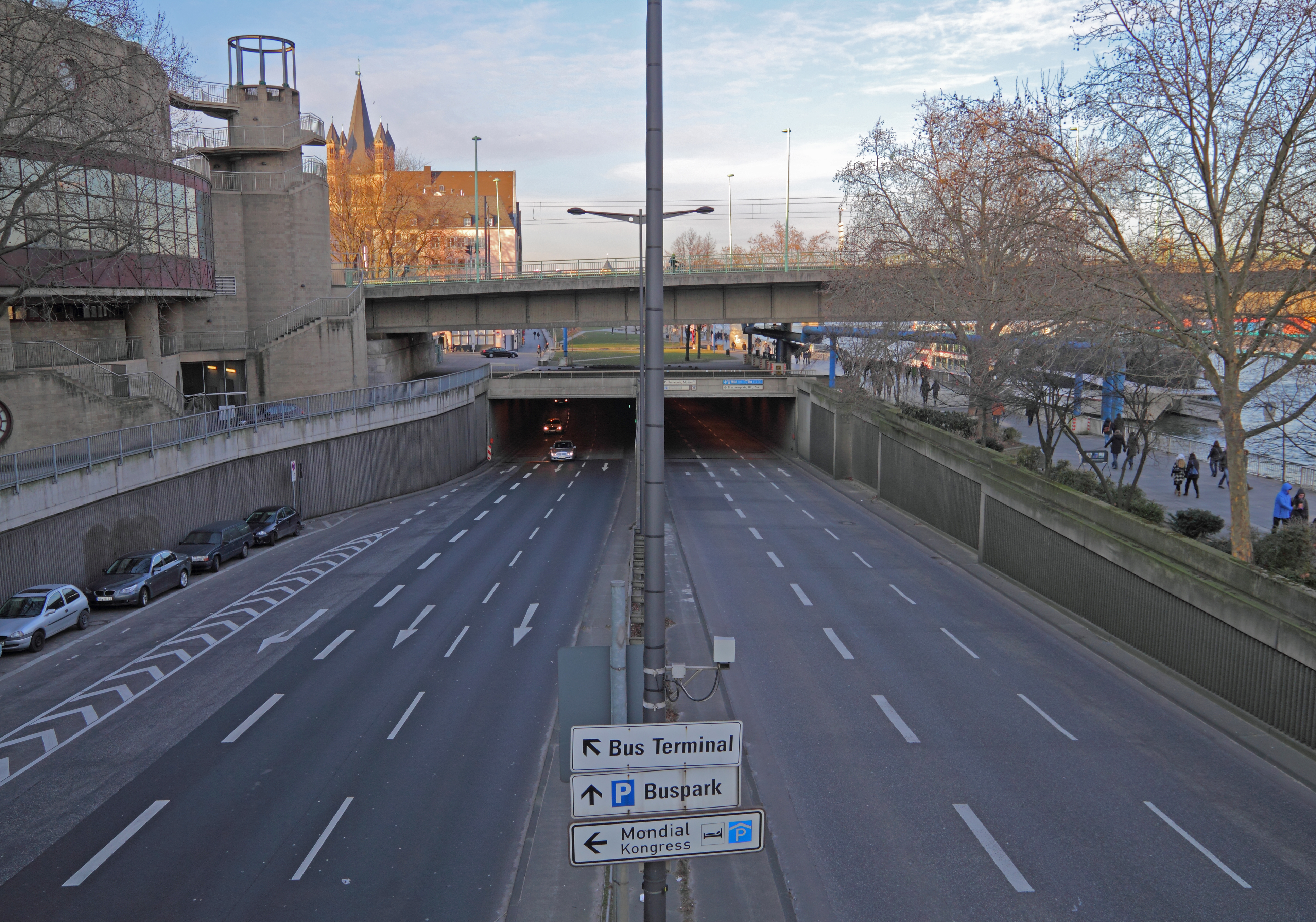
Südliche Einfahrt in den Tunnel

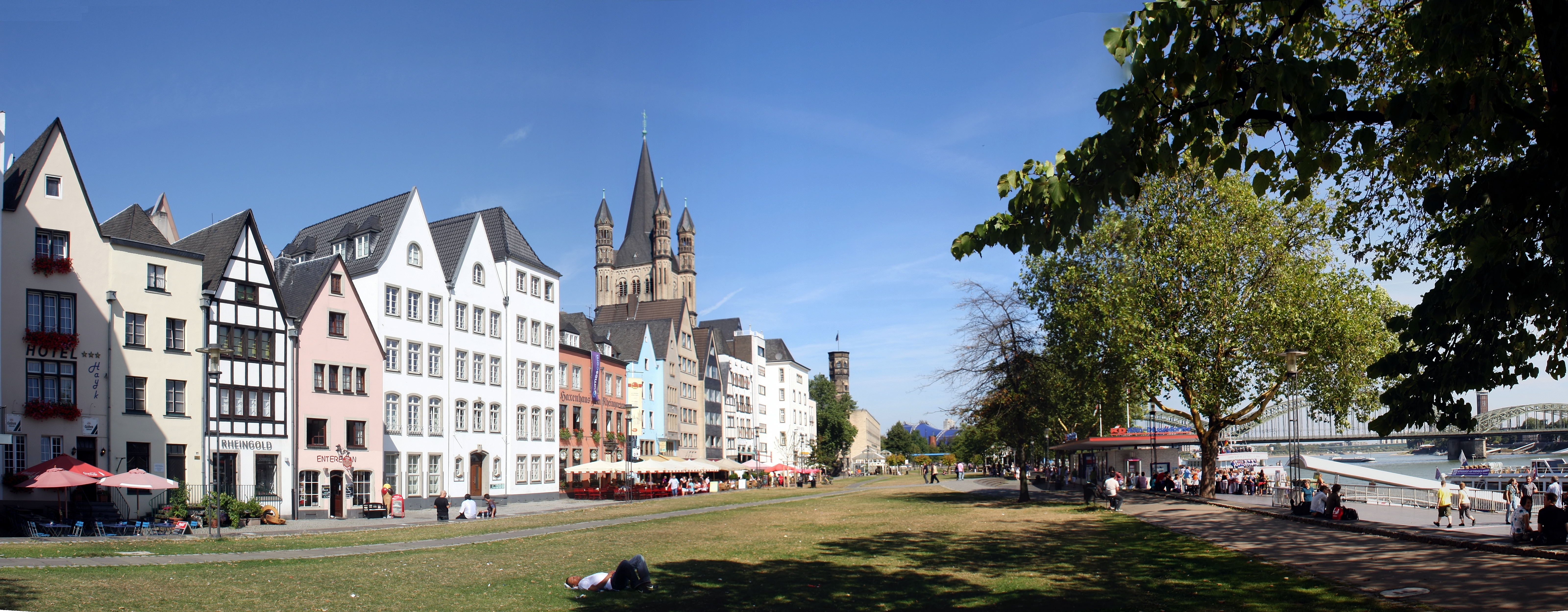
Der Rheingarten oberhalb des Rheinufertunnels, Blickrichtung Hohenzollernbrücke

Der Rheinufertunnel ist ein 560 Meter langer Straßentunnel in der Kölner Altstadt und Teil der Bundesstraße 51 zwischen der Hohenzollern- und der Deutzer Brücke entlang des Rheins.

## Entstehungsgeschichte

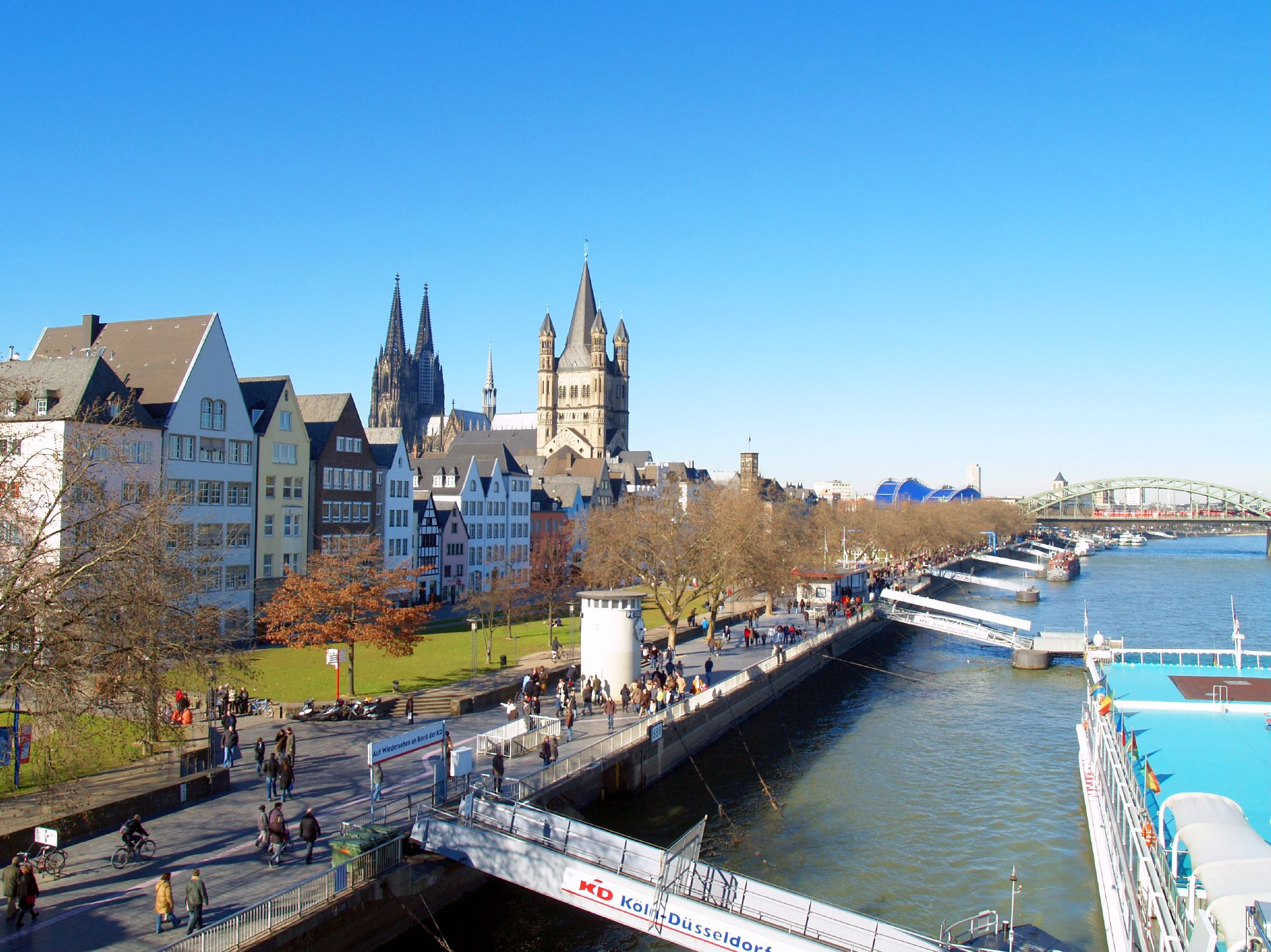
Rheingarten mit Anlegestellen, Uferpromenade und Pegel Köln (Februar 2008)

Bereits der Kölner Oberbürgermeister Konrad Adenauer verfolgte die Idee eines Tunnels am Rheinufer. Doch erst 50 Jahre später realisierte die Stadt ab 1979 dieses Bauprojekt in Form eines Tunnels, der in offener Bauweise entstand, sich unterhalb des allgemeinen umliegenden Geländeniveaus befindet und nach Fertigstellung mit Erdmaterial abgedeckt wurde. Es handelte sich also nicht um einen Tunnel, sondern um eine Einhausung, wobei die Übergänge zwischen Tunnel und Einhausung fließend sind, da nachträglich oft der Zweck der Tieferlegung nicht zu erkennen ist.
Die Baggerarbeiten sorgten ab 1979 für eine archäologische Katastrophe, denn Schulkinder sammelten im Bauschutt liegende Gegenstände von archäologischem Wert und behielten sie teilweise. Weitere offizielle Ausgrabungen brachten am 21. Januar 1981 einen Kopf aus lothringischem Kalkstein und später auch Teile von Kerbschnittgürtelgarnituren hervor. Nach über 3 Jahren Bauzeit und Baukosten von 120 Millionen DM fand die Einweihung des Rheinufertunnels am 5. November 1982 statt. Den über dem neuen Rheinufertunnel befindlichen Freiraum nutzte man für die Anlegung des 600 Meter langen Rheingartens, dessen Einweihung am 17. August 1984 stattfand. Der Rheingarten verbindet die Kölner Altstadt mit der Rheinuferpromenade. Zwischen September und November 2006 fanden stellenweise Sanierungsmaßnahmen im Tunnel statt.

## Hochwasserschutz

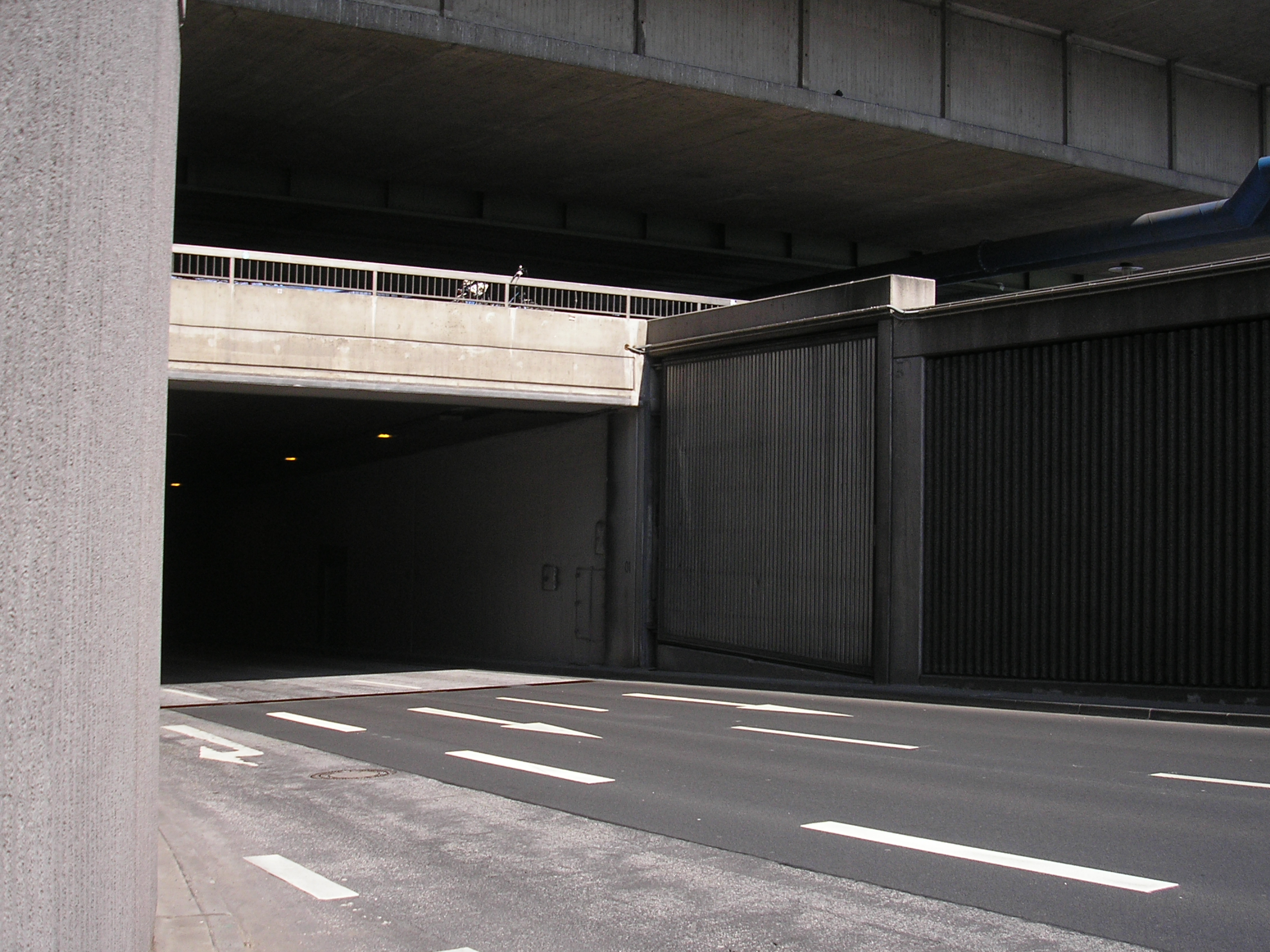
Fluttor des Rheinufertunnels (April 2009)

Die rheinnahe, tiefe Lage des Rheinufertunnels erforderte einen Hochwasserschutz durch Tunneltore (Fluttore). Der Rheinufertunnel ist ein gefährdetes Bauwerk, da er keine ausreichende Auftriebssicherung für den Hochwasserschutz besitzt. Um bauliche Schäden zu vermeiden, müsste er ab einem Pegel von 10,70 Meter geflutet werden. Zwecks Vermeidung des durch diese Flutung ausgelösten Aufwands ist die Lage der angelegten Schutzwand so gewählt, dass sie hinter dem Tunnel liegt oder sich gerade noch etwa auf Höhe der landseitigen Tunnelwand befindet. Das Gelände oberhalb des Tunnels wird bei Hochwasser zur Auftriebssicherung überflutet. Das ist ohne weiteres möglich, weil sich über dem Tunnel keine schützenswerten Bauwerke oder Verkehrswege befinden, sondern lediglich der Rheingarten mit der Uferpromenade.
Die Vorsorgemaßnahmen sehen bei Hochwasser vor, dass ab einem Kölner Pegel von 6,20 Metern erste Einschränkungen für die Schifffahrt erfolgen, bei 8,30 Meter die Schifffahrt einzustellen und bei 9,80 Meter der Rheinufertunnel zu schließen ist. Am 30. Januar 1995 erreichte der Rheinpegel mit 10,69 Meter einen Hochwasserstand, der die Rampen des geschlossenen Tunnels überschwemmte, am 2. Februar 1995 wurden sie leergepumpt, am 3. Februar 1995 konnte der Tunnel bei einem Wasserstand von 8,60 Meter wieder freigegeben werden.

## Verlängerung des Rheinufertunnels
Der „Masterplan Innenstadt Köln“ vom Dezember 2008 spricht sich für eine Verlängerung des Rheinufertunnels bis zum Rheinauhafen aus. Dadurch soll die Rheinuferstraße im weiteren Verlauf von etwa 1,5 km nach Süden bis zum Ubierring schrittweise tiefergelegt werden, um so die gesamte Südstadt baulich enger an den Rhein anzubinden und die Lebens- und Aufenthaltsqualität in den dortigen Stadtgebieten zu erhöhen.